# Кубок Азербайджану з футболу 2020—2021
Кубок Азербайджану з футболу 2020–2021 — 28-й розіграш кубкового футбольного турніру в Азербайджані. Титул вдруге здобула Кешла.

## Календар
| Раунд        | Дата                | Матчі | Клуби  |
| ------------ | ------------------- | ----- | ------ |
| Перший раунд | 24/25 січня 2021    | 4     | 12 → 8 |
| 1/4 фіналу   | 1-2/6-7 лютого 2021 | 8     | 8 → 4  |
| 1/2 фіналу   | 21/29 квітня 2021   | 4     | 4 → 2  |
| Фінал        | 24 травня 2021      | 1     | 2 → 1  |

## Перший раунд
| Команда 1         | Рахунок | Команда 2    |
| ----------------- | ------- | ------------ |
| 24 січня 2021     |         |              |
| Сабаїл            | 3:2     | Загатала (2) |
| 25 січня 2021     |         |              |
| Туран (Товуз) (2) | 0:2     | Габала       |
| Сабах             | 1:2     | Кяпаз (2)    |
| Карадаг (2)       | 0:4     | Зіра         |

## 1/4 фіналу
| Команда 1       | Заг.    | Команда 2 | 1-й матч | 2-й матч |
| --------------- | ------- | --------- | -------- | -------- |
| 1/6 лютого 2021 |         |           |          |          |
| Сумгаїт         | 2:2 (ч) | Сабаїл    | 0:1      | 2:1      |
| Карабах (Агдам) | 6:1     | Габала    | 3:1      | 3:0      |
| 2/7 лютого 2021 |         |           |          |          |
| Кешла           | 3:0     | Кяпаз (2) | 1:0      | 2:0      |
| Нефтчі          | 0:1     | Зіра      | 0:1      | 0:0      |

## 1/2 фіналу
| Команда 1         | Заг.         | Команда 2       | 1-й матч | 2-й матч |
| ----------------- | ------------ | --------------- | -------- | -------- |
| 21/29 квітня 2021 |              |                 |          |          |
| Сумгаїт           | 0:0 пен. 5:4 | Карабах (Агдам) | 0:0      | 0:0 дч   |
| Кешла             | 4:4 (ч)      | Зіра            | 1:2      | 3:2 дч   |

## Фінал
| 24 травня 2021 18:30 (EEST) |

| Кешла                 | 2:1      | Сумгаїт         |
| --------------------- | -------- | --------------- |
| Алієв 37' Бойович 57' | Протокол | Бойович 3' (аг) |

| Банк Республіка Арена, Масазир Глядачів: 0 Арбітр: Аліяр Агаєв |